# Gouendo
Gouendo is een gemeente (commune) in de regio Ségou in Mali. De gemeente telt 10.600 inwoners (2009).
De gemeente bestaat uit de volgende plaatsen:
- Baguiba
- Diero
- Djela
- Gouendo
- Kouralé
- M'Perdiola
- Moribougou III
- Néréninkoro
- Tlani